# Gesztenyeszínű harkály
A gesztenyeszínű harkály (Celeus castaneus) a madarak (Aves) osztályának harkályalakúak (Piciformes) rendjébe, ezen belül a harkályfélék (Picidae) családjába tartozó faj.

## Előfordulása
Mexikó déli részétől, Belize, Costa Rica, Guatemala, Honduras, Nicaragua területén keresztül, Panama északi részéig honos. Természetes élőhelyei a trópusi és szubtrópusi nedves síkvidéki erdők.

## Megjelenése
Tollazata nagy része gesztenyebarna, a feje világosabb, egy vörös folttal az arc részén.